# Draga Ahačič
Draga Ahačič, slovenska igralka, režiserka, prevajalka in publicistka, * 6. julij 1924, Črnomelj, † 28. december 2022, Ljubljana.
Rodila se je očetu Karlu in materi Matildi (roj. Bučar). Med drugo svetovno vojno je bila članica Slovenskega narodnega gledališča, ki je delovalo pod okriljem partizanskega gibanja. Po vojni je leta 1951 diplomirala na Akademiji za igralsko umetnost in delovala v ljubljanski Drami, kjer je sodelovala z dramatikom in esejistom Jožetom Javorškom. Leta 1958 je ustanovila alternativno gledališče Ad hoc, v katerem je bila igralka in režiserka. Med letoma 1964 in 1977 je vodila gledališki oddelek Pionirskega doma v Ljubljani. Že med aktivno kariero je pisala članke z gledališkega področja ter prevajala francoska dramska besedila. Napisala je tudi nekaj knjig, med katerimi je najpomembnejša Gledališče pod vprašajem iz leta 1982.

## Režija
- 1958; Christopher Fry Feniks preveč (Gledališče Ad hoc)
- 1958; Jean Paul Sartre Zaprta vrata (Gledališče Ad hoc)
- 1959; Jean Anouilh Cecilija ali šola za očete (Gledališče Ad hoc)
- 1960; Marjan Rožanc Jutro polpreteklega včeraj ( Gledališče Ad hoc)
- 1960; Pierre de Marivaux Igra o ljubezni in naključju (Gledališče Ad hoc)
- 1962; Jean Paul Sartre Umazane roke (Gledališče Ad hoc)
- 1962; Jean Giraudoux Amfitrion 38. (Gledališče Ad hoc)
- 1963; Georges Michel Igrače (Gledališče Ad hoc)
- 1964; August Strindberg Gospodična Julija (Gledališče Ad hoc)
- 1964; Smiljan Rozman Veter (Gledališče Ad hoc)